# 杀人祭鼓铜贮贝器
杀人祭鼓铜贮贝器，中国西汉时期文物，1956年于云南晋宁石寨山20号墓出土。该贮贝器由一铜鼓改装而成，器高30厘米，盖径32厘米，属铜鼓形贮贝器类型，器盖雕有各类人物34名，马3匹，牛1头，犬1只，中央三面铜鼓叠摞成柱。现藏于云南省博物馆。

## 出土
云南省博物馆从1950年代开始在云南省全省范围内进行的科学考古发掘、试掘、调查。1955年，在云南省昆明市晋宁县的石寨山西面坡上发掘了新石器时代遗址一处，获得大量陶器和石器。1955年至1960年间，先后四次在石寨山山麓发掘了春秋战国至东汉时期的墓葬48座，出土文物四千多件。杀人祭鼓铜贮贝器于1956年在石寨山20号墓出土，出土时器内并无贝壳。

## 形制
贮贝器是滇国特有的贮放贝币的青铜器，器上铸造出姿态各异的群像，具体而生动地表现了祭祀、战争、狩猎、祈年、播种等情形，是研究滇国社会历史的重要资料。
杀人祭鼓铜贮贝器是由一面铜鼓改装而成的，有底有盖，器高30厘米，盖径32厘米，盖上人物高3至6.5厘米。胴腰交界处设有四耳，胴部及腰间各有三角齿纹两道。器身描绘有播种和上仓图像，有两名乘舆的盛装女子和多个手持锄头或点种棒的男女。器盖中央是叠摞成柱状的三面铜鼓，沿器盖直径方向设有两耳，以双耳为中线分左右两组。左侧为杀人祭祀场面，包括被捆绑在木牌上的梳辫男子，双手抱头的女子，已经被斩首的倒地身躯等。右侧为与祭祀有关的出行场面，中心人物为一名身体鎏金的乘舆女子，该女被人抬着，前后皆有骑士开道，被头顶筐子、肩扛锄头、手持点种棒的各类人物围绕。整个器盖上共34个人、3匹马、1头牛和1条狗。整体布局与杀人祭柱场面贮贝器非常相似。

## 分析研究
对于该器器盖的内容，张增琪认为反映的是滇族人内部的一场与农业相关的祭祀活动，而中央叠摞的铜鼓是农业神的象征物；钟雄威认为是祈年活动，从整体布局上以铜鼓为中心，体现了铜鼓在古滇人文化信仰中的重要地位；罗坤馨认为是祈求丰收与平安的祈年仪式。李雯认为器身描绘的两名乘舆女子，以及器盖上的乘舆女子是滇族主持农耕祭祀活动的女巫“靡莫”，并结合多个贮贝器上的靡莫形象判断，她们是滇国社会中地位仅次于滇王的人物；器盖上有一女子手持盛放人头的篮子体现的是猎头祭穀的活动。